# Cristian Stoian
Cristian Nicolae Stoian (Chișinău, 19 dicembre 1999) è un rugbista a 15 italiano di origine moldava.

## Biografia
Nato in Moldavia, si trasferì in Italia giovanissimo; all'età di 15 anni si avvicinò alla disciplina del rugby grazie ad un amico, tesserandosi con il Rugby Anzio Club. Disputò una stagione Under-16 ed una Under-18 ad Anzio, prima di essere ceduto in prestito alla franchigia giovanile Roma Legio XV Rugby per la stagione sportiva 2016-17.
Dal 2017 al 2019, tesserato con la Rugby Anzio Club, venne selezionato nell'Accademia FIR “Ivan Francescato” disputando due stagioni di serie A. Nel 2019 fu convocato nella nazionale Under-20 che prese parte a Sei Nazioni e Mondiale di categoria, collezionando 10 presenze.
Nel 2019 venne ingaggiato in TOP12 dalle Fiamme Oro ed invitato come giocatore aggiunto dalle Zebre, diventando permit player della franchigia dalla stagione successiva. Nel novembre 2020 fu convocato in nazionale maggiore dal commissario tecnico Franco Smith, esordendo a livello internazionale il 28 novembre 2020 nell'incontro di Autumn Nations Cup con la Francia subentrando dalla panchina.